# Gästriklands kontrakt
Gästriklands kontrakt är ett kontrakt i Uppsala stift inom Svenska kyrkan.
Kontraktet omfattar Gävle, Sandvikens, Ockelbo och Hofors kommuner.
Kontraktskoden är 0111.

## Administrativ historik
Fram till 1 maj 1889 var Gästrikland uppdelat i två kontrakt: Gävle kontrakt, omfattande Gävle Hille och Valbo församlingar och ett äldre Gästriklands kontrakt, som omfattade Ockelbo, Hedesunda, Österfärnebo, Årsunda, Torsåker, Ovansjö, Högbo, Järbo och Hamrånge församlingar. Enligt Kungligt brev 12 februari 1886 indelades landskapet i Gästriklands västra och östra kontrakt från 1 maj 1889.
2013 bildades så åter ett Gästriklands kontrakt av församlingarna från 
hela Gästriklands västra kontrakt med
- Hofors församling
- Järbo församling
- Ockelbo församling
- Ovansjö församling
- Sandvikens församling
- Torsåkers församling
- Årsunda-Österfärnebo församling

hela Gästriklands östra kontrakt med
- Bomhus församling som 2021 uppgick i Gävle församling
- Gävle Heliga Trefaldighets församling som 2021 namnändrades till Gävle församling
- Gävle Maria församling som 2021 uppgick i Gävle församling
- Gävle Staffans församling som 2021 uppgick i Gävle församling
- Hamrånge församling
- Hedesunda församling
- Hille församling
- Valbo församling